# هندسه در مصر باستان

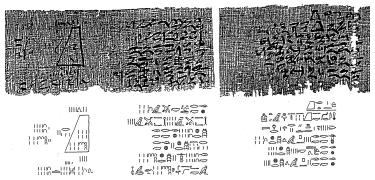
تصویر مسئلهٔ ۱۴ پاپیروس ریاضی مسکو که دیاگرام ابعاد یک هرم ناقص در آن نشان داده شده است.

عبارت هندسه در مصر باستان اشاره به دانش هندسه در میان مردمان مصر باستان در میان سال‌های ۳۰۰۰ پیش از میلاد تا ۳۰۰ پیش از میلاد مسیح دارد. مسئله‌های ریاضی کمی از مصر باستان به جا مانده است که به هندسه مربوط شود. مسئله‌های هندسی هم در پاپیروس ریاضی مسکو و هم در پاپیروس ریاضی رایند در هر دو آمده است. نمونه‌های حل شده نشان می‌دهد که مصریان باستان می‌توانستند سطح چندین شکل هندسی و حجم استوانه و هرم را بدست آورند. مصریان از بسیاری از شکل‌های هندسی در ابلیسک‌های خود استفاده می‌کردند.

## دایره
مسئلهٔ ۴۸ پاپیروس ریاضی رایند مساحت یک دایره را با مساحت مربع محیطی آن مقایسه می‌کند. نتایج این مسئله در مسئلهٔ ۵۰ بکار گرفته می‌شود.
{\displaystyle 9^{2}-4{\frac {1}{2}}(3)(3)=63}
سپس آن‌ها تقریب زدند که ۶۳ با ۶۴ برابر است و اینکه {\displaystyle 64=8^{2}}

بنابراین عدد {\displaystyle 4({\frac {8}{9}})^{2}=3.16049...} همان نقش عدد پی را بازی می‌کند π = ۳٫۱۴۱۵۹
می‌توان گفت اینکه مساحت هشت ضلعی تقریب خوبی از مساحت دایره بود تنها به این دلیل بوده که بخت با آنها یار بوده است. بدست آوردن یک برآورد بهتر از مساحت دایره با بخش‌بندی‌های ریزتر از مربع با این روش، به این آسانی نخواهد بود.
مسئلهٔ ۵۰ از پاپیروس رایند به بدست آوردن مساحت زمینی به قطر ۹ خِت (برابر با ۵۲٫۵ متر) می‌پردازد.